# La Méaugon
La Méaugon é uma comuna francesa na região administrativa da Bretanha, no departamento Côtes-d'Armor. Estende-se por uma área de 6,8 km². Em 2010 a comuna tinha 1 332 habitantes (densidade: 195,9 hab./km²).